# Pedro Vélez de Zúñiga
José Pedro Antonio Vélez de Zúñiga (n. a Zacatecas el 28 de juliol de 1787; m. a la ciutat de Mèxic el 5 d'agost, 1848) fou un polític i avocat mexicà, i el quart president de Mèxic el 1829, per un període interí de vuit dies.
Vélez nasqué dins una família acabalada de Zacatecas. Ocupà el càrrec de Ministre de Justícia i el de cap de la Suprema Cort de Justícia de la Nació, succeint Miguel Domínguez. Després de l'aixecament d'Anastasio Bustamante, Vélez deixà el càrrec de Suprema Cort de Justícia a José María Bocanegra, per combatre els rebels amb el president Vicente Guerrero. En absència de Guerrero, Bocanegra esdevingué el tercer president de Mèxic per cinc dies, abans de ser deposat pels rebels. Com a membre de la Suprema Cort, Vélez fou designat president interí de Mèxic, encapçalant un triumvirat integrat a més per Luis de Quintanar i Lucas Alamán, líders de la rebel·lió contra Bocagengra. Vélez només governà per vuit dies; Anastasio Bustamante assumí immediatament la presidència. Vélez es retirà a la vida privada i l'exercici de la seva professió. Tot i així, tornà a presidir la Suprema Cort de Justícia el 1844 i el 1846. Morí a la ciutat de Mèxic el 5 d'agost de 1848.